# Stormzy
Michael Ebenazer Kwadjo Omari Owuo Jr. (ur. 26 lipca 1993 r. w Londynie), znany pod pseudonimem artystycznym Stormzy – brytyjski raper, piosenkarz oraz autor tekstów pochodzenia ghańskiego.
Jego najbardziej rozpoznawalnym utworem jest Shut Up, początkowo wydane jako freestyle na YouTube, następnie w formie singla, który na liście UK Singles Chart osiągnął 8 miejsce. Debiutancki album Gang Signs & Prayer ujrzał światło dzienne 24 lutego 2017 roku i trafił na szczyt UK Albums Chart. Drugi album rapera, Heavy Is The Head, ukazał się 13 grudnia 2019 roku.

## Życiorys

### Wczesne życie
Michael Ebenazer Kwadjo Omari Owuo Jr. urodził się 26 lipca 1993 roku w londyńskiej gminie Croydon. Jego matka jest Ghanką. Wychowywał się w dzielnicy South Norwood z matką, bratem i dwiema siostrami. Rapować zaczął w wieku 11 lat.
Stormzy określa siebie z lat szkolnych jako „bardzo niegrzecznego dzieciaka, na skraju bycia wyrzuconym ze szkoły". Jak sam powiedział, dostał sześć A*, trzy A i pięć B na swoich GCSE, następnie otrzymując „upokarzające" ABCDE za A-levels: „Jak na kogoś, kto przeklinał w klasie i był na skraju wyrzucenia, to właśnie A-levels pokazały mi, że w życiu potrzeba etyki pracy." Przez 2 lata pracował w dziale zapewniania jakości rafinerii w Southampton.

### 2014–15:Dreamers DiseaseiShut Up
Po zdobyciu rozpoznawalności wśród brytyjskiej sceny undergroundowej dzięki serii freestyle'ów zatytułowanej Wicked Skengman, Stormzy wydał swoją pierwszą EPkę Dreamers Disease w lipcu 2014 roku. W listopadzie tego samego roku wystąpił gościnnie w utworze I'm Fine Chipa wraz z raperem Shalo.
7 stycznia 2015 roku zajął 3 miejsce w programie BBC Radio 1 BBC Introducing Top 5. W marcu wydał singiel Know Me From, który zajął 49 miejsce listy UK Singles Chart. We wrześniu wydał ostatni odcinek serii Wicked Skengman na iTunes, wraz z wersją studyjną freestyle'u Shut Up. Utwór zadebiutował na UK Singles Chart na 18 miejscu, stając się pierwszym w historii freestylem w pierwszej czterdziestce listy.
12 grudnia 2015 roku Stormzy wykonał Shut Up podczas wejścia na ring boksera Anthony'ego Joshuy przed walką przeciwko Dillianowi Whyte'owi. Dzięki temu utwór zyskał ogromną popularność, trafiając na 8 miejsce UK Singles Chart, przebijając pozycję Wicked Skengman 4 i stając się najwyżej notowanym singlem Stormzy'ego.

### 2016–2018:Gang Signs & Prayer
W kwietniu 2016 roku wydał piosenkę Scary, tuż przed zrobieniem przerwy w karierze. Powrócił w lutym następnego roku z serią billboardów wywieszonych w całym Londynie, ukazujących hasztag #GSAP 24.02. Ujawnił tytuł debiutanckiego albumu – Gang Signs & Prayer – który został wydany 24 lutego 2017 roku i osiągnął szczyt listy UK Albums Chart 3 marca 2017 roku.

### 2019–obecnie:Heavy Is The Head
25 kwietnia 2019 roku na Twitterze zamieścił nagranie głosowe od fana, proszącego go o wydanie piosenki po ponad dwuletniej przerwie w tworzeniu. Parę godzin później ukazał się urywek nowego kawałka, zatytułowanego Vossi Bop. Został on wydany dzień później, 26 kwietnia. Tego samego dnia ukazał się też teledysk z gościnnym występem Idrisa Elby. 3 maja Vossi Bop stało się pierwszym singlem Stormzy'ego, który trafił na pierwsze miejsce listy UK Singles Chart. Drugi utwór wypuszczony przez rapera, Crown okupował pierwszą piątkę tej samej listy. Trzecim singlem zapowiadającym album było Wiley Flow, będące ukłonem w stronę Wileya, pioniera muzyki grime, co nie spotkało się z dobrym odzewem z jego strony i doprowadziło do kłótni między raperami. Czwarty, zatytułowany Own It, powstał we współpracy z Edem Sheeranem i Burna Boyem i również trafił na szczyt brytyjskiej listy przebojów. Nowy album, zatytułowany Heavy Is The Head, został zapowiedziany przez Stormzy'ego 19 listopada i wypuszczony 13 grudnia 2019 roku.

## Styl
Stormzy określa siebie „dzieckem grime'u". Jako inspiracje wymienia m.in. Wileya czy Skepta, ale również artystów R&B, takich jak Frank Ocean czy Lauryn Hill.

## Życie prywatne

### Polityka
W maju 2016 roku pochwalił działalność aktywistyczną lidera Partii Pracy Jeremy'ego Corbyna w wywiadzie dla The Guardian.
We wrześniu 2017 roku, po otrzymaniu nagrody Solo Artist of the Year z rąk Jeremy'ego Corbyna na gali GQ Men of the Year Awards, Stormzy określił premier Wielkiej Brytanii Theresę May slangowym słowem paigon, używanym do opisania osoby niegodnej zaufania. W tym samym miesiącu konserwatywny komentator Iain Dale umieścił Stormzy'ego na liście stu najbardziej wpływowych ludzi brytyjskiej lewicy, nazywając go „ulubionym artystą grime'u Corbyna".
21 lutego 2018 roku wykonał freestyle na gali Brit Awards, w którym skrytykował Theresę May za jej widoczną bezczynność po pożarze wieżowca Grenfell Tower w Londynie. Następnego dnia 10 Downing Street wydało oświadczenie broniące premier.
W listopadzie 2019 roku, wspólnie z innymi muzykami, poparł Jeremy'ego Corbyna i Partię Pracy w wyborach parlamentarnych, prosząc o zakończenie polityki zaciskania pasa.

### Kontrowersje
W listopadzie 2017 roku odkryto wpisy z profilu na Twitterze Stormzy'ego z 2011 roku, które były uważane za homofobiczne. W odpowiedzi na to wydał serię tweetów, w których przyznał się do winy, określił swoje słowa jako „nieakceptowalne i obrzydliwe", stwierdził, że żałuje swych słów, że dorósł i pragnie głęboko przeprosić wszystkich urażonych.

## Fundowanie stypendium
Stormzy sfinansował program stypendialny „Stormzy Scholarship for Black UK Students” na Uniwersytecie w Cambridge, pokrywający koszty czesnego oraz koszty utrzymania dla dwóch studentów przez okres do czterech lat. Wcześniej próbował nawiązać współpracę z Uniwersytetem Oksfordzkim, który jednak, według jego słów, „nie chciał się zaangażować”. W 2022 roku otrzymał honorowy doktorat Uniwersytetu w Exeter za działania na rzecz edukacji i walki z nierównością rasową.

## Nagrody
| Rok  | Wydarzenie              | Tytułem             | Kategoria                      | Rezultat  | Przypis |
| ---- | ----------------------- | ------------------- | ------------------------------ | --------- | ------- |
| 2014 | MOBO Awards             | Stormzy             | Best Grime Act                 | Laureat   | [ 43 ]  |
| 2015 | MOBO Awards             | Stormzy             | Best Grime Act                 | Laureat   | [ 44 ]  |
| 2015 | MOBO Awards             | Stormzy             | Best Male                      | Laureat   | [ 44 ]  |
| 2015 | MOBO Awards             | Know Me From        | Best Video                     | Nominacja | [ 44 ]  |
| 2015 | BET Awards              | Stormzy             | Best International Act: UK     | Laureat   | [ 45 ]  |
| 2016 | BET Awards              | Stormzy             | Best International Act: UK     | Nominacja | [ 46 ]  |
| 2017 | BET Awards              | Stormzy             | Best International Act: Europe | Laureat   | [ 47 ]  |
| 2017 | Brit Awards             | Stormzy             | British Breakthrough Act       | Nominacja | [ 48 ]  |
| 2017 | BBC Music Awards        | Stormzy             | Artist of the Year             | Laureat   | [ 49 ]  |
| 2017 | BBC Music Awards        | Gang Signs & Prayer | Album of the Year              | Nominacja | [ 49 ]  |
| 2017 | GQ Men of the Year      | Stormzy             | Solo Artist of the Year        | Laureat   | [ 50 ]  |
| 2017 | MOBO Awards             | Stormzy             | Best Grime Act                 | Laureat   | [ 51 ]  |
| 2017 | MOBO Awards             | Stormzy             | Best Male                      | Laureat   | [ 51 ]  |
| 2017 | MOBO Awards             | Gang Signs & Prayer | Best Album                     | Laureat   | [ 51 ]  |
| 2017 | MTV Europe Music Awards | Stormzy             | Best Worldwide Act             | Laureat   | [ 52 ]  |
| 2017 | MTV Europe Music Awards | Stormzy             | Best UK & Ireland Act          | Nominacja | [ 53 ]  |
| 2017 | Q Awards                | Stormzy             | Best Solo Artist               | Laureat   | [ 54 ]  |
| 2018 | NME Awards              | Stormzy             | Best British Solo Artist       | Nominacja | [ 55 ]  |
| 2018 | NME Awards              | Stormzy             | Best British Live Artist       | Nominacja | [ 55 ]  |
| 2018 | Brit Awards             | Stormzy             | British Male Solo Artist       | Laureat   | [ 56 ]  |
| 2018 | Brit Awards             | Gang Signs & Prayer | British Album of the Year      | Laureat   | [ 56 ]  |

## Dyskografia

### Albumy
- Gang Signs & Prayer (2017)
- Heavy Is The Head (2019)

### EPki
- Not That Deep (2014)[57]
- Dreamers Disease (2014)[58]

### Mixtape'y
- 168: The Mixtape (2013)[59]